# 人生ゲーム 平成版X
『人生ゲーム平成版X 平成10年度版』（じんせいゲーム へいせいばんえっくす へいせい10ねんどばん）とは、1998年にタカラ（現タカラトミー）から発売された、人生ゲームシリーズのボードゲームである。

## 概要
平成に入ってから毎年発売された「人生ゲーム平成版」だが、阪神大震災やオウム真理教関連の事件などが相次ぎ、その余波を受け1997年（平成9年）には発売されず「Ⅸ」は欠番となった（代わりに、コテコテの関西人ライフをテーマとした「人生ゲーム関西版」が発売された）。その反響を受け平成が誕生してから10年目という区切りの年に復活することとなった。テーマは「女子高生」。いまどきの女子高生の生活を味わえるというスタイルのゲームとなっている。ボードイラストはカトリーヌあやこが手がけた。また、他のシリーズと比べ、アイテムの数がかなり多いのも特徴。

## アイテム
紙幣
今までの平成版から10万（薄いピンク）が削減され、最少通貨は50万（オレンジ）となった。そのほかは100万（濃いピンク）、500万（水色）、1000万（茶色）、5000万（緑）、1億（白）。約束手形（赤）は1枚1000万。
スマイル保険
今までの生命・損害の2保険制からスマイルオンリーの1保険制となった。行使すると失効するが再加入も可能。
ルーレット
1〜6の平成版のオーソドックスなルーレット。各数字はさらに2マスに分かれており全部で12マス。外周にはルーズソックス（ルーズ）、ハイソックス（ハイソ）、×がそれぞれ5個、5個、2個配置されている。
マイカード
このゲームにおける一番重要なカード。自身の身分証明書代わりとなる。カードには3つの項目が書かれている。
タイプ
自分自身の女子高生タイプ。地味系や派手系。ガリ勉や体育会系など6種類ある。このタイプによりバイトの給料なども変わる。
ソックスタイプ
ルーズ派かハイソ派かの2つ。おこづかいランクアップチャンスや人生最大の賭けに影響する。
おこづかいランク
LOW・MID・HIGHの3段階でスタート時はMIDから。上下の差が激しい人からあまり変わらない人まで様々。ランクはランクアップチャンスの結果により変動する。
カレシカード
ゲーム中で付き合うことになる彼氏のカード。こちらもマイカード同様の設定がある。
タイプ
マイカードと同様。ただし、マイカードの6タイプ+2タイプの8種類ある。
所持金
カレシの所持金。ゴール時に加算される。ただしマイナスのカレシもいる。
手切金
カレシと別れる際に支払う額。中にはもらえるカレシもいる。
持ち物
カレシが持っている持ち物。自分に影響を与える。
- バイトお手伝い券

自分がバイトをしている場合、もらえるバイト代が倍になる（ただし、2人以上いても2倍まで）。
- 車

CO2を排出したり、お金がもらえるイベントが発生する。
- イケないクスリ

持ち物検査時に罰金をとられる。
バイトカード
自分たちが行うバイトのカード。給料の設定などがある。
バリバリ系
そのバイトの条件にマイカードのタイプが合っていた場合、バリバリ系の給料がもらえる（一部カレシのタイプが必要な場合も）。給料は通常より多め。
まったり系
条件に合っていない場合の給料。当然安め。
プロマーク
ゴール時にプロマークの付いているバイトについていた場合、卒業後プロとして活躍することになる。この場合ボーナスが加算される（従来の退職金のようなもの）。
クスリ
マスに止まるともらえるクスリ。4種類あるが中身は底に書いてあるため選ぶことはできない。
ブランドカード
途中でもらえるブランドカード。名前と評価額が書かれている。
プリシール
プリクラが元ネタのアイテム。バイトを選ぶときや人生最大の賭けのときに使用する。なお、大きさは本物と同じため、実際のプリクラを貼ることもできる。
なお、全てのカードは裏返しで配置されるため選ぶことはできない。

## ルール
追突
従来の人生ゲームにも追加されているルール。他の人と同じマスに止まった場合追突となり、前からいた人に所定の金額を払わなければならない。しかも、従来のバージョンでは給料日やストップマスなど安全地帯がもうけられていたが、今回はストップマス、ゴールマス含め全ての場所が対象となる。当然遅れれば遅れるほど追突の危険性が増えるため不利になる。
おこづかいとバイト
今作では収入源はおこづかいとバイトの2種類ある。
- おこづかい

おこづかいのマスを通過するか止まるとその時点でのおこづかいランクの金額がもらえる。ランクアップチャンスの場合ルーレットを1回回し、出た目が自分のソックスタイプであれば成功となり1ランクアップ。違う場合は保留、×が出た場合はランクダウンとなる。なお、おこづかいはランク変動後の金額が適用される。
- バイト

バイトをしている場合はバイト給料日に自分のランクに応じた給料を得ることが出来る。当然バイトについていない場合はもらえない。
なお、どちらもマスにピッタリ止まれば倍額もらう事ができる。
保険
スマイル保険はマスに「スマイル保険適用可」のマークがあるマスで使う事が出来る。一度使うと失い、再度加入しないと使う事は出来ない。
カレシ
カレシはカレシゲットマスに止まることにより付き合う事が出来る。マスによっては複数人と付き合う事も可能（人数は任意で調整可能）。また、チェンジマスに止まった場合は他の人とカレシをチェンジすることが出来る。カレシロストマスに止まった場合は指定の人数か全員と手切れ金を支払い別れなければならない（人によってはもらえることも）。カレシは他のカレシとタイプが被らなければ何人でも同時に付き合う事が出来る（最大で8股をかけられる）。ただし、その分全員と別れる際のリスクが上がる。ゴールまでカレシがいた場合、カレシの所持金が自分の所持金に加算される（マイナスの場合は支払う）。
手切れ金と上級テクニック
手切れ金が発生するのは
- カレシゲットマスでカレシカードを引き、すでに付き合っていたカレシとタイプが被った時。
- カレシロストマスで別れる時。

の2つのみであり、それ以外では発生しない。このルールを応用して以下の戦法（通称ジェノサイド戦法）が使える。
1. カレシチェンジマスやバトルで自分がすでにいるタイプを引きぬき全員と別れる。
2. カレシチェンジマスやバトルで相手にすでにいるタイプを押しつけ相手のカレシ全員と別れさせる。

1の場合、自分のカレシに手切れ金が高い人や所持金がマイナスの人がいる場合に有効。2の場合は相手に手切れ金がもらえる人や所持金が高い人がいる場合に有効。なお、このテクニックは説明書にも書いてある。
クスリ
クスリをもらえるマスに止まった時は薬局から1個クスリをもらう。ただし選ぶときに中身を見られない。選んだら底に書いてある内容を全員に見せる。クスリは内容によって使えるタイミングが変わる。
すまいりー
スマイル保険の代わりとして使う事が出来る。スマイル保険と違うのは最後の精算時にクスリとしてカウントされること。
まったりー
ルーレットを回す前に使用を宣言する。1個使うごとに1マス進める（同時に複数個使用することで複数マス進むことも可能）。自分が止まりたいマスの近くで使用すると効果的。
すりーぴー
マスに止まった後に使用。そのマスの効果を無効にすることが出来る。ただし、次のターンは1回休みとなる。スマイル保険適用外のマスでも可能だが、追突ルールが厳しい今バージョンでは1回休みは痛手。
イケないクスリ
唯一のデメリットアイテム。使用することが出来ず、追い払うにはバトルで勝利し押しつけるしかない。持ち物検査の時に持っていた場合多額の罰金を支払い返却する。同時にバイトもクビになってしまう。また、カレシが持っていた場合も罰金を支払う（ただし、自分が持っていた時よりは少額であり、バイトもクビにはならない）。
ブランドカード
ブランドカードがもらえるマスに止まるとブランドカードを1枚もらう事が出来る。中身はもらわないとわからない。ゴールまで持っていた場合評価額がそのまま所持金に加算される。また、「マイブーム」カードは単体では0円だが、他のブランドカードにつけるとそのカードの評価額が倍になる。ただし、ブランドカード1枚につきマイブーム1枚しか付けられない。
CO2マーカー
地球温暖化が騒がれていたことに関連したルール。スタート時には盤上にCO2マーカーが2つある状態で始まる。マスの結果によりCO2マーカーが増減し、特定のマスに止まった際に全員に影響を及ぼす。マーカーが少なければ恩恵が受けられるが、多いと全員多額の損害を被ることとなる。
プリシール
プリシールが貰えるマスに止まるとプリシールを1枚獲得する。途中のストップマスや人生最大の賭けで使用することができる。
イメチェンマスの時
1枚使用につき1枚新たなマイカードが貰える（未所持の場合でも1枚もらえる）。
バイト選択時
1枚使用につき1枚バイトカードが貰える（未所持の場合はもらえない）。
人生最大の賭けの時
1枚使用につき1回挑戦できる（未所持の場合でも1回だけ挑戦可能）。
女子高生クイズ
このマスに止まると女子高生なら知っていて当たり前の問題が出題される。正解すれば賞金獲得。
バトルマス
対戦相手1人を指名しルーレットの出目勝負。勝者は相手の持ち物（現金、マイカード以外なら全て可能）を1つ奪うか、自分のいらない物を1つ押しつけることができる。通常は価値があるものを奪うが、前述のジェノサイド戦法やイケないクスリの押しつけに使われることもある。
牛タンゲーム
止まった人が親になり時計回りでゲームを行う。親が「牛」と言い、次の人は『タン』と手をたたく（「タン」と言ってはいけない）。この調子で牛→タン→牛→タン→牛→タン→タンを1セットとする。これを誰かがミス（リズムに乗れない。牛とタンを間違えるetc…）するまで行う。ただし、1セットごとに最後のタンが1つずつ増えていく。子（止まった人以外）が負ければ負けた子が1人で親に所定額の支払い、親が負ければ子全員に所定額の支払いを行う。
人生最大の賭け
今までの人生最大の賭けとは違い一発勝負ではないためある程度良心的になっている。挑戦するには1回につきプリシール1枚を使用しなければならない。未所持の場合でも1回挑戦できる。ルーレットを1回回し、出た目が自分と同じソックスタイプであれば成功。5000万獲得。違うソックスタイプが出てもプリシールがあれば挑戦できる。以下の条件に達した状態であればいつでもやめることができる。
- 借金を完済した上で最低でも1回は成功していること。

逆に以下の場合は即留年となる。
- プリシールを全て使っても借金完済が無理となった場合（残プリシール×5000万よりも借金が多くなった場合）。
- 借金の有無にかかわらず1回も成功しなかった場合。
- ×が出てしまった場合。

卒業・留年
卒業（ゴール）ないし中退（あるマスに止まって強制ゴール）か留年（所謂開拓地）にたどり着くと、卒業・中退の場合は順位に応じた賞金が加算され、一部のアイテムの清算が行われる。また、その後の自分のターンでは1回ルーレットを回し、1が出れば現在のおこづかい1回分か、自分のいらないものを1個押し付けることができる。イケないクスリやカレシの所持金清算はゲーム終了時に行われるため、この押し付けにより劇的な展開を見せることもある（そのため、「最後まで何が起こるか分からない。それが平成版X。」と説明書に書かれている）。
最下位以外が卒業・中退・留年した時点で終了。アイテムの清算をし、一番所持金の多い人が優勝となる。